# روبرت شارب
روبرت شارب (11 يونيو 1893 - 15 مارس 1961) (بالإنجليزية: Robert Sharp)‏ هو لاعب كريكت بريطاني (وحمل سابقاً جنسية المملكة المتحدة لبريطانيا العظمى وأيرلندا).

## وصلات خارجية
- روبرت شارب على موقع إي آس بي آن كريك إنفو (الإنجليزية)